# Sekstant (ozvezdje)
Sekstant je šibko pomladno ekvatorialno ozvezdje, ki ga najdemo pod Levom. Leta 1687 ga je uvedel Johannes Hevel. Ime se nanaša na pripomoček, ki ga je tudi Hevel pogosto uporabljal pri opazovanju zvezd.

## Vidne značilnosti
Ozvezdje pokriva dokaj medli in redko posejni del neba. Opazimo samo eno zvezdo z magnitudo nad 5, in sicer α Sekstanta (4,49). Ozvezdje vsebuje nekaj dvojnih zvezd: γ, 35 in 40 Sekstanta, nekaj spremenljivih zvezd (β, 25, 23 Sekstanta in LHS 292). NGC 2115 je lečasta galaksija in edini pomembnejši objekt globokega neba. Ker leži na ekliptiki se zgodi, da ga prečka Luna ali nekateri planeti.
Območje ozvezdja je del polja, ki ga preučujejo v sklopu projekta COSMOS Vesoljskega teleskopa Hubble.
Sekstans B je dokaj svetla nepravilna pritlikava galaksija z magnitudo 6.6, 4,3 milijone svetlobnih let oddaljena od Zemlje. Je del krajevne skupine galaksij.
CL J1001+0220 je od leta 2016 najbolj oddaljena jata galaksij, ki jo poznamo (z rdečim premikom z=2.506). Od Zemlje je oddaljena 11,1 milijard svetlobnih let.
Junija 2015 so astronomi poročali o dokazu za zvezde populacije III v galaksiji Cosmos Redshift 7 (z = 6.60) v Sekstantu. Takšne zvezde so verjetno obstajale v zelo zgodnjem vesolju (visok rdeči premik) in prve proizvajale kemične elemente, težje od vodika, ki so potrebni za poznejši nastanek planetov in življenja, kot ga poznamo.

## Galerija
- COSMOS-Gr30 je precej gosta regija vesolja z desetimi posameznimi galaksijami.[5]
- Ozvezdje Sekstanta, kot ga lahko vidimo s prostim očesom.
- Cosmos Redshift 7, najsvetlejša galaksija v zgodnjem vesolje se nahaja v ozvezdju Sekstansa (umetniška upodobitev).